# Labus humbertianus
Labus humbertianus är en stekelart som beskrevs av Henri Saussure 1867. Labus humbertianus ingår i släktet Labus och familjen Eumenidae. Inga underarter finns listade i Catalogue of Life.